# Okres Myjava
Myjava is een district (Slowaaks: Okres) in de Slowaakse regio Trenčín. De hoofdstad is Myjava. Het district bestaat uit 2 steden (Slowaaks: Mesto) en 15 gemeenten (Slowaaks: Obec).

## Steden
- Brezová pod Bradlom
- Myjava

## Lijst van gemeenten
| - Brestovec - Bukovec - Hrašné - Chvojnica - Jablonka | - Kostolné - Košariská - Krajné - Podkylava - Polianka | - Poriadie - Priepasné - Rudník - Stará Myjava - Vrbovce |

Okres Bánovce nad Bebravou · Okres Ilava · Okres Myjava · Okres Nové Mesto nad Váhom · Okres Partizánske · Okres Považská Bystrica · Okres Prievidza · Okres Púchov · Okres Trenčín